# Une histoire de Chine
Pour plus de détails, voir Fiche technique et Distribution.
Une histoire de Chine  (Satan Never Sleeps) est un film américain de Leo McCarey, sorti en 1962.

## Synopsis
En 1949, O'Banion, jeune prêtre américain, se rend dans une mission catholique au cœur de la Chine, pour remplacer le vieux père Bovard, pressé de partir avant l'arrivée des communistes. Or O'Banion est poursuivi par Sui Lan, jeune chinoise qui est tombée amoureuse de lui.
Les troupes communistes arrivent plus vite que prévu, dirigées par Ho San, qui a renié la foi que lui avait inculqué Bovard. Celui-ci est ramené à la mission. Survient également Sui Lan, qui prend la place du cuisinier parti s'engager avec les communistes.
La jeune femme continuant à harceler O'Banion, le vieux père Bovard commence à soupçonner son jeune collègue de manquer à ses devoirs. Il tente aussi de résister à la pression de Ho San qui prive progressivement la mission de ses moyens.
Un soir, Ho San viole Sui Lan, qui le poignarde dans le dos sans le tuer. Seul O'Banion, attaché sur une chaise pour avoir voulu protéger la jeune femme, est au courant. Malgré tout, par charité chrétienne et sur la promesse de Ho San de laisser Bovard partir, il propose d'aller chercher de la pénicilline dans une autre mission pour le blessé. O'Banion en profite pour faire fuir Sui Lan, qui accepte désormais de repartir auprès de ses parents.
O'Banion ramène le médicament mais Ho San, rétabli, maintient les deux prêtres en prison, les laissant revenir dans la mission seulement lorsque Bovard affaibli semble proche de la mort.
Quelques mois après, Sui Lan revient à la mission : enceinte, elle a été chassée par son père. Elle accouche, aidée par les parents de Ho San qui ont gardé en secret leur foi chrétienne ; Ho San lui-même apprend la naissance et montre de l'intérêt pour le bébé.
Or un commissaire politique soviétique arrive et accuse Ho San de faiblesse, parce qu'il n'a toujours pas réussi à mettre fin à l'influence du vieux prêtre dans le village. Les deux prêtres sont torturés, mais Bovard fait semblant de céder afin de paraître devant le peuple auquel il raconte les pratiques des nouveaux dirigeants. Une rébellion s'ensuit et Ho San voit ses parents abattus parce qu'ils ont voulu prier dans la chapelle de la mission. Il convainc alors le Soviétique qu'il faut expulser les deux prêtres pour calmer le peuple.
Lui-même s'enfuit et rejoint les prêtres en emmenant Sui Lan et le bébé. Au moment de passer la frontière avec Hong Kong, ils sont rattrapés par un hélicoptère. Bovard prend seul la voiture afin de tromper l'hélicoptère qui le bombarde : le vieux prêtre s'est sacrifié et ses amis sont désormais libres. Quelque temps plus tard, O'Banion marie les jeunes gens, désormais réconciliés, et baptise le bébé : Sui Lan a choisi de l'appeler... O'Banion.

## Fiche technique
- Titre français : Une histoire de Chine
  - Titre original : Satan Never Sleeps
- Réalisation : Leo McCarey
- Assistant réalisateur : David W. Orton
- Scénario : Claude Binyon et Leo McCarey, d'après la nouvelle China Story de Pearl S. Buck
- Direction artistique : John Hoesli, Jim Morahan, Jack Stephens
- Décors : Thomas N. Morahan
- Costumes : Arthur Newman
- Maquillage : George Frost, Bill Griffiths
- Photographie : Oswald Morris
- Son : John Bramall
- Montage : Gordon Pilkington
- Musique : Richard Rodney Bennett (musique originale)
- Direction musicale : Muir Mathieson (chef d'orchestre)
- Production : Cecil F. Ford et Leo McCarey
- Directeur de production : Jack Swinburne
- Société(s) de production : Twentieth Century Fox Film Corporation
- Société(s) de distribution :  Twentieth Century Fox Film Corporation, American Broadcasting Company
- Pays de production :  États-Unis
- Langue : Anglais
- Genre : Drame
- Format : 2.35, Couleur, Mono (Westrex Recording System)
- Durée : 125 minutes
- Dates de sortie :
  - États-Unis : 22 février 1962
  - Allemagne de l'ouest : 23 mars 1962
  - Autriche : avril 1962
  - France : 25 mai 1962
  - Australie : 30 mai 1962

## Distribution
- William Holden : (VF: Marc Cassot) Père O'Banion
- Clifton Webb : Père Bovard
- France Nuyen : Siu Lan
- Athene Seyler : Sœur Agness
- Martin Benson : Kuznietsky
- Edith Sharpe : Sœur Theresa
- Robert Lee : Chung Ren
- Marie Yang : Mère de Ho San
- Andy Ho : Père de Ho San
- Burt Kwouk : Ah Wang
- Weaver Lee : Ho San
- Ronald Adam : Père Lemay
- Lin Chen : Sœur Mary